# Yotatiro
Yotatiro är en ort i Mexiko.   Den ligger i kommunen Erongarícuaro och delstaten Michoacán de Ocampo, i den södra delen av landet, 270 km väster om huvudstaden Mexico City. Yotatiro ligger 2 240 meter över havet och antalet invånare är 363.
Terrängen runt Yotatiro är huvudsakligen kuperad, men åt sydost är den platt. Runt Yotatiro är det ganska tätbefolkat, med 108 invånare per kvadratkilometer. Närmaste större samhälle är Pátzcuaro, 17,0 km sydost om Yotatiro.